# Bosoni W e Z
I bosoni W e Z sono i bosoni di gauge della interazione debole.
In quanto bosoni con spin pari a 1, appartengono alla classe dei bosoni vettori. Vengono definiti anche bosoni vettori intermedi e astenoni.

## Proprietà
Esistono due tipi di bosone W, uno con carica elettrica +1 e l'altro con carica -1 (in unità di carica elettrica elementare), e sono l'uno l'antiparticella dell'altro. 
Il bosone Z o (Z0) è neutro.
Tutti e tre i bosoni sono molto massivi (circa 100 volte più del protone) e hanno una vita media breve (3x10-25 s). La loro massa elevata rende ragione del corto raggio delle interazioni deboli (al contrario, l'interazione elettromagnetica ha raggio infinito perché il suo bosone, ovvero il fotone, è privo di massa). I tre bosoni hanno tutti spin 1.

## I bosoni W, Z e l'interazione debole

Il diagramma di Feynman per il decadimento beta di un neutrone in un protone, un elettrone e un antineutrino elettronico tramite un bosone W.

I processi mediati da W+ e W- si dicono processi di corrente di carica debole in quanto i bosoni possono aumentare o diminuire di un'unità la carica elettrica della particella generata dal processo rispetto a quella della particella iniziale. Essi possono inoltre cambiare il sapore delle particelle coinvolte. I processi in cui interviene Z sono detti processi di corrente debole neutra e non implicano né un cambiamento di carica elettrica né di sapore.
Il bosone W è maggiormente conosciuto per il suo ruolo nelle reazioni nucleari, che avvengono tramite decadimento beta dei neutroni del nucleo atomico, per il quale un neutrone è convertito in un protone con l'emissione di un elettrone (che in questo contesto è detto particella β) e un antineutrino:
{\displaystyle {\hbox{n}}\to {\hbox{p}}+{\hbox{e}}^{-}+{\overline {\nu }}_{e}}
Il neutrone e il protone non sono particelle fondamentali, bensì composte da tre quark; in particolare, il neutrone è formato da due quark down e un quark up (ddu) e il protone da due quark up e un quark down (uud). A questo livello, il decadimento beta è dato dunque da un quark d che cambia sapore e diventa un quark u, con l'emissione di un W-:
{\displaystyle {\hbox{d}}\to {\hbox{u}}+{\hbox{W}}^{-}}
il quale a sua volta decade immediatamente in un elettrone e un antineutrino elettronico:
{\displaystyle {\hbox{W}}^{-}\to {\hbox{e}}^{-}+{\overline {\nu }}_{e}}
I processi che coinvolgono Z, lasciando inalterata la carica e il sapore delle particelle, sono di più difficile osservazione e richiedono l'utilizzo di acceleratori di particelle e sofisticati rivelatori. La prima evidenza di processi di corrente neutra, ottenuta nella camera a bolle Gargamelle al CERN nel 1973, segue di quarant'anni le teorie sul decadimento beta.

## Predizione teorica dei bosoni W e Z
L'introduzione dei bosoni W e Z nelle teorie fisiche discende dal tentativo di costruire un modello per descrivere l'interazione debole che fosse simile all'efficace teoria dell'elettrodinamica quantistica (sviluppata negli anni cinquanta del Novecento per la descrizione dei processi elettromagnetici coerente con la meccanica quantistica) e che si riconducesse alla teoria di Fermi dell'interazione debole. Il culmine di questo sforzo si ebbe alla fine degli anni sessanta, quando Sheldon Glashow, Steven Weinberg e Abdus Salam proposero la teoria elettrodebole, che vede unificate in un'unica interazione la forza debole e quella elettromagnetica. Tale teoria, oltre a prevedere i bosoni W per mediare il decadimento beta, postulava un secondo bosone vettore, il bosone Z. I risultati del rivelatore Gargamelle al CERN furono la prima valida conferma della teoria elettrodebole.
Il fatto che i bosoni W e Z siano molto massivi fu uno dei principali ostacoli allo sviluppo della teoria elettrodebole. Essa infatti è una teoria di gauge SU(2){\displaystyle \otimes }U(1), ma nelle teorie di gauge i bosoni sono senza massa, come accade per il fotone nell'elettrodinamica quantistica, descritta da una teoria di gauge U(1). Il modo in cui si genera una massa senza rinunciare alla simmetria di gauge della teoria è detto rottura spontanea di simmetria e la più accreditata spiegazione di questo processo è il meccanismo di Higgs. Tale meccanismo prevede l'esistenza di un'ulteriore particella, il bosone di Higgs.
La combinazione della teoria di gauge SU(2){\displaystyle \otimes }U(1) per l'interazione elettrodebole e del meccanismo di Higgs è nota come modello di Glashow-Weinberg-Salam. Per questo lavoro, i tre fisici vinsero il Premio Nobel per la fisica nel 1979 e tale modello costituisce attualmente uno dei pilastri del Modello Standard.

## Interazione del bosone di Higgs
Consideriamo il gruppo di simmetria introdotto da Glashow: {\displaystyle SU_{L}(2)\times U_{Y}(1)}.
Per effettuare una trasformazione di fase locale di tale gruppo, introduciamo una opportuna derivata covariante:
{\displaystyle \partial _{\mu }\to D_{\mu }=\partial _{\mu }-ig\sum _{a=1}^{3}\tau ^{a}{\vec {W}}_{\mu }^{a}-i{\frac {g'}{2}}YB_{\mu }}
Applichiamo semplicemente questa derivata al campo di Higgs definito come:
{\displaystyle \phi (x)=\left({\begin{array}{cc}H^{0}\\H^{-}\end{array}}\right)}
{\displaystyle D_{\mu }\phi (x)=\left[\partial _{\mu }-ig\sum _{a=1}^{3}\tau ^{a}{\vec {W}}_{\mu }^{a}-i{\frac {g'}{2}}YB_{\mu }\right]\phi (x)}
Dove {\displaystyle \tau ^{a}} sono le matrici di Pauli, avendo definito i generatori del gruppo come
{\displaystyle [{\vec {G}}]=\left[{\frac {\vec {\tau }}{2}};{\frac {1}{2}}\right]}
Questo comporta la rottura spontanea di simmetria di tutti e quattro i generatori del campo del vuoto:
{\displaystyle G^{i}\phi _{VAC}(x)\neq \left(\phi _{VAC}'(x)\right)\qquad i=1...4}
Vogliamo invece che uno dei generatori non acquisti massa, quindi dobbiamo imporre che almeno uno dei generatori tra i quattro verifichi:
{\displaystyle G'\phi _{VAC}(x)=\left(\phi _{VAC}'(x)\right)}
quindi
{\displaystyle G'={\frac {1}{2}}\left({\begin{array}{cc}1&0\\0&0\end{array}}\right)={\frac {1}{2}}(1+\tau ^{3})={\frac {1}{2}}H_{W}+I_{W}^{3}}
Avendo così ridefinito uno dei generatori, dobbiamo ridefinire anche le derivate covarianti e i parametri liberi g e g'. Lo facciamo introducendo un nuovo parametro:{\displaystyle \theta _{W}}, l'angolo di Weinberg.
I nuovi parametri saranno:
{\displaystyle g\sin \theta _{W}=g'\cos \theta _{W}\quad \tan \theta _{W}={\frac {g'}{g}}}
Effettuiamo quindi una rotazione unitaria dei campi {\displaystyle W_{\mu }^{3}} e {\displaystyle B_{\mu }} in modo tale da ottenere che il bosone vettore che moltiplica il nuovo generatore {\displaystyle {\frac {1}{2}}(1+\tau ^{3})}, corrisponda proprio al fotone {\displaystyle A_{\mu }}.
{\displaystyle B_{\mu }=\cos \theta _{W}A_{\mu }+\sin \theta _{W}Z_{\mu }}
{\displaystyle W_{\mu }^{3}=\sin \theta _{W}A_{\mu }-\cos \theta _{W}Z_{\mu }}

## Osservazioni dirette

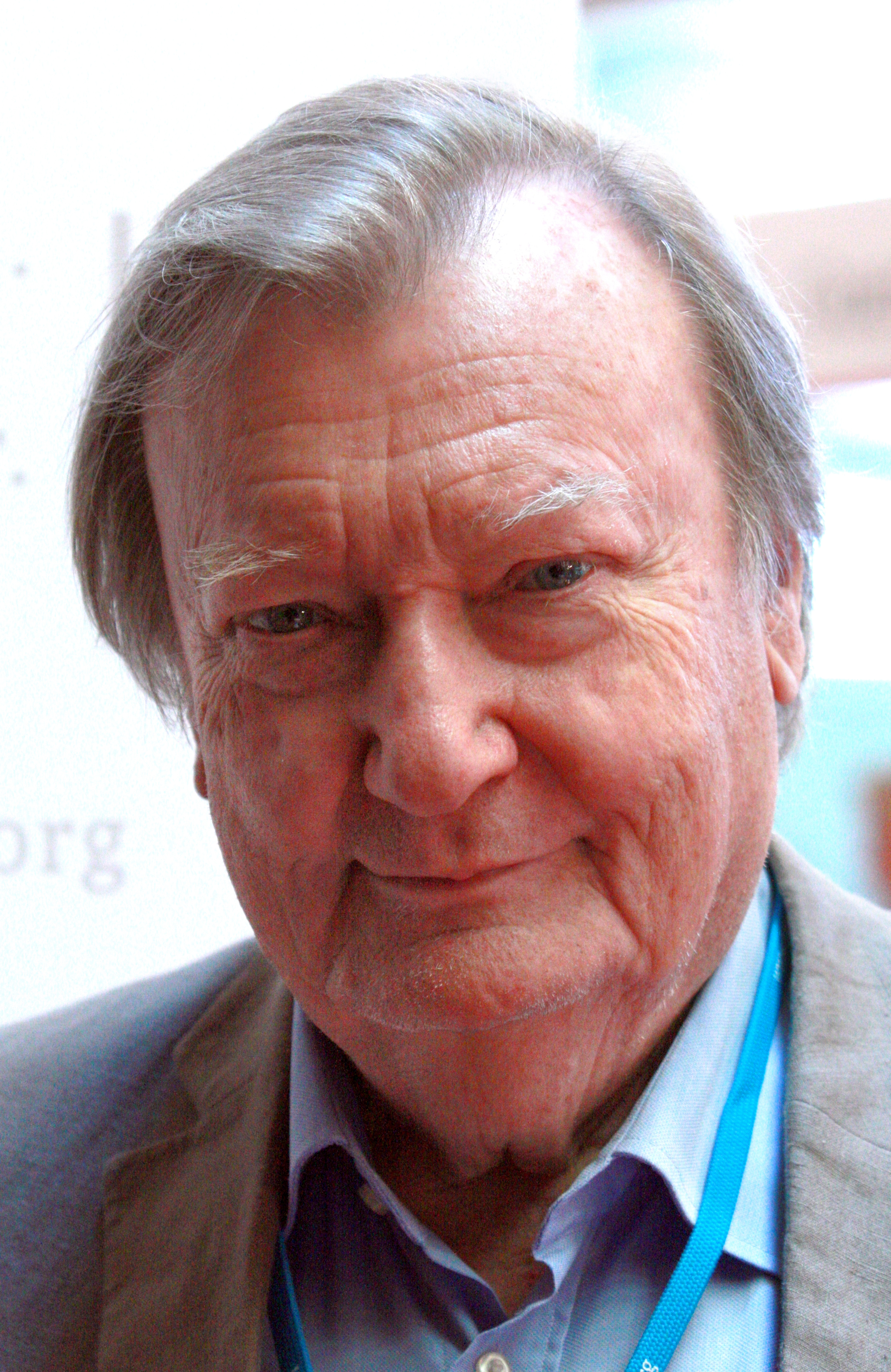
Carlo Rubbia, Premio nobel per la fisica 1984 assieme a Simon van der Meer per la rilevazione sperimentale dei bosoni W e Z

L'osservazione diretta dei bosoni W e Z è stata possibile solo in seguito alla costruzione di acceleratori abbastanza potenti da produrre queste particelle così massive. Il primo segnale di W si ebbe nel gennaio del 1983 grazie all'utilizzo dell'acceleratore SPS (Super Proton Synchrotron) del CERN durante gli esperimenti UA1 (guidato da Carlo Rubbia) e UA2, realizzati grazie agli sforzi di una grande collaborazione di scienziati. Pochi mesi più tardi avvenne l'osservazione di Z. Tali risultati sono stati possibili grazie all'introduzione da parte di Simon van der Meer della tecnica del raffreddamento stocastico. La scoperta fu così sensazionale che Rubbia e van Der Meer furono insigniti del Premio Nobel per la fisica soltanto un anno dopo i loro sforzi, con una tempistica decisamente accelerata rispetto a quelle usuali della Fondazione Nobel.
La successiva costruzione di collisori elettrone-positrone come il Large Electron-Positron Collider (CERN), e lo Stanford Linear Collider (SLAC) e di più potenti collisori protone-antiprotone (come Tevatron al Fermilab) alla fine degli anni 1980, in grado di raggiungere energie maggiori rispetto a quelle a disposizione con SPS, ha permesso una più elevata produzione dei bosoni W e Z e dunque uno studio più approfondito delle loro proprietà.
Questi collisori sono stati anche utilizzati, senza successo, per la ricerca di tracce indirette del bosone di Higgs, mentre le tracce di una particella compatibile con tale bosone sono state osservate in esperimenti condotti con il più potente Large Hadron Collider (LHC) al CERN.
Un risultato molto importante che si ricava studiando i decadimenti del bosone Z è che esistono solo tre famiglie di neutrini con massa minore di mZ/2 e perciò molto probabilmente vi sono solo tre famiglie di fermioni fondamentali:
1. elettrone, neutrino elettronico, quark up, quark down;
2. muone, neutrino muonico, quark strange, quark charm;
3. tauone, neutrino tauonico, quark bottom (o beauty), quark top (o truth).

## Bosoni W e supersimmetrie
Un problema relativo ai bosoni W+ è che, secondo il modello di supersimmetria SU(5), ad energie di 1 TeV un bosone W+ ha probabilità maggiore di 1 di diffondere un altro bosone W+: il che è come dire che, comunque si spari, si farà centro sul bersaglio. Si spera che con l'osservazione del bosone di Higgs si possa rinormalizzare la previsione, portando la probabilità a valori minori di 1.
La stessa teoria prevede che il protone possa decadere, trasformandosi in un quark ed in un antiquark e un W+, più altre particelle.